# Glimpostventil
Glimpostventil är en vattenkran som är nedgrävd, och har ett avtappningsrör och en nyckelstång som sticker upp ur marken. När ventilen stängs öppnar en liten ventil som släpper ut vattnet i avtappningsröret, vilket gör den frostsäker. Används ofta i trädgårdar för bevattning och dylikt.